# W Sagittarii
W Sagittarii (γ1 Sagittarii, W Sgr), è una stella variabile situata nella costellazione del Sagittario, di magnitudine apparente media +4,66.

## Caratteristiche
Nominata inizialmente γ1 Sagittarii perché otticamente vicina a Nash (γ2 Sgr), W Sagittarii si trova a circa 1500 anni luce dalla Terra, è una variabile cefeide la cui magnitudine varia da +4,3 a +5,1 in un periodo di 7,59 giorni, durante i quali il suo tipo spettrale varia da G1 a F4. Distante circa 1500 anni luce dalla Terra, ha 3 compagne che hanno periodi di rivoluzione attorno alla principale rispettivamente di 4,9 anni, di 100 e, la più lontana, di un milione di anni circa.
La principale è una supergigante gialla 7 volte più massiccia e 2500 volte più luminosa del sole, il suo raggio, variabile per le pulsazioni (è una variabile cefeide), è mediamente 63 volte quello solare.